# Adolf Tydén
Adolf Eugène Tydén, född den 31 juli 1878 i Täby församling, Stockholms län, död den 19 april 1963 i Stockholm, var en svensk sjömilitär och ämbetsman. Han var son till Eugène Tydén.
Tydén blev underlöjtnant vid flottan 1898, löjtnant där 1900 och kapten där 1906. Han började sistnämnda år tjänstgöra i marinstaben, där han var chef för kommunikationsavdelningen. Tydén befordrades till kommendörkapten av andra graden 1918 och till kommendörkapten av första graden 1921. Han blev tillförordnad byråchef i Lotsstyrelsen 1928 och var byråchef där 1930–1940. Tydén invaldes som ledamot av Örlogsmannasällskapet 1913. Han blev riddare av Svärdsorden 1919, av Vasaorden 1926 och av Nordstjärneorden 1932. Tydén vilar i sin familjegrav på Norra begravningsplatsen utanför Stockholm.